# Monte Rumput
O monte Rumput é uma montanha na ilha de Bornéu. Tem 1590 m de altitude e situa-se sobre a fronteira Indonésia-Malásia. Por ter mais de 1500 m de proeminência topográfica é um pico ultraproeminente.